# Trema (roślina)

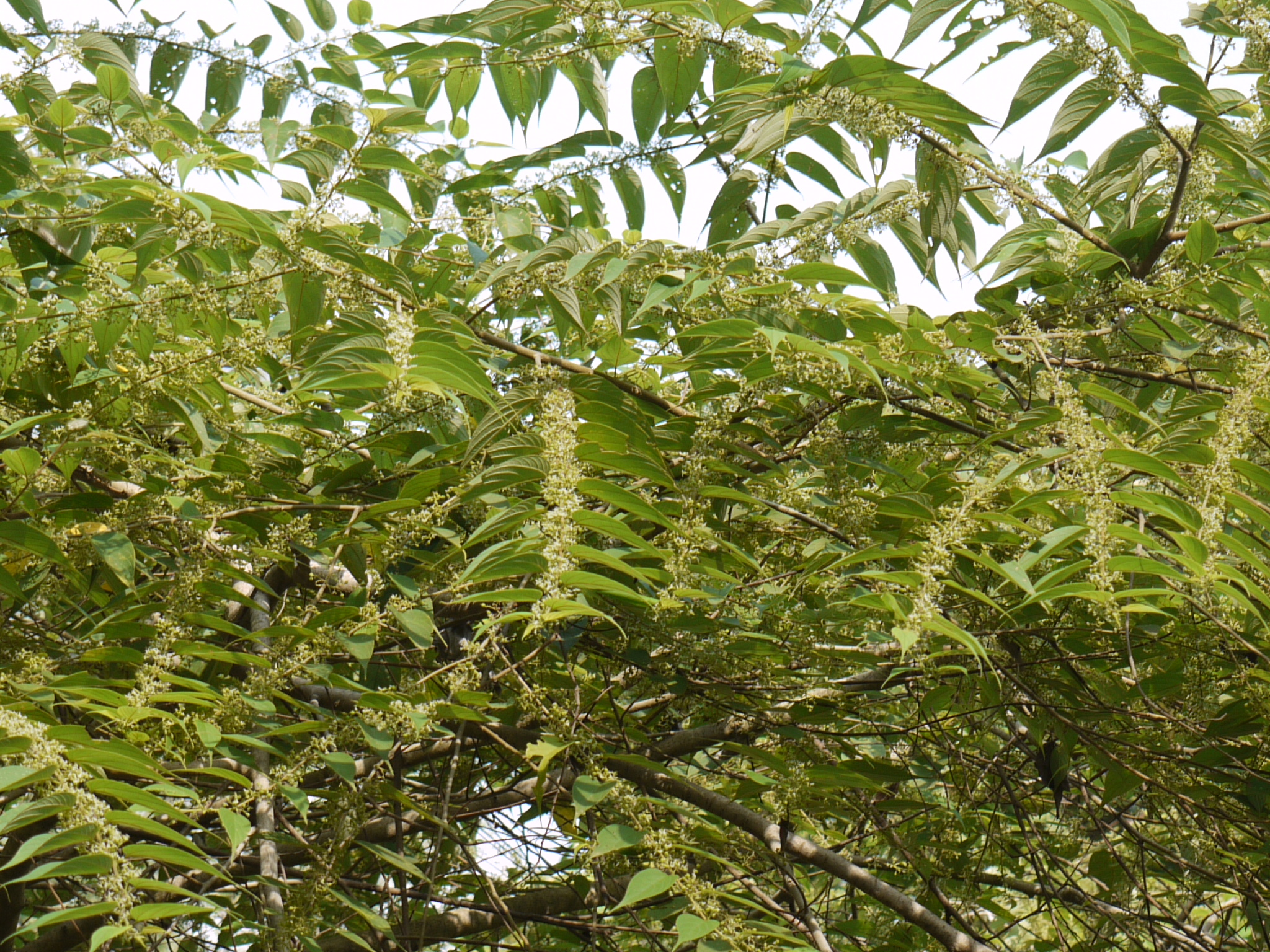
Trema orientale w czasie kwitnienia

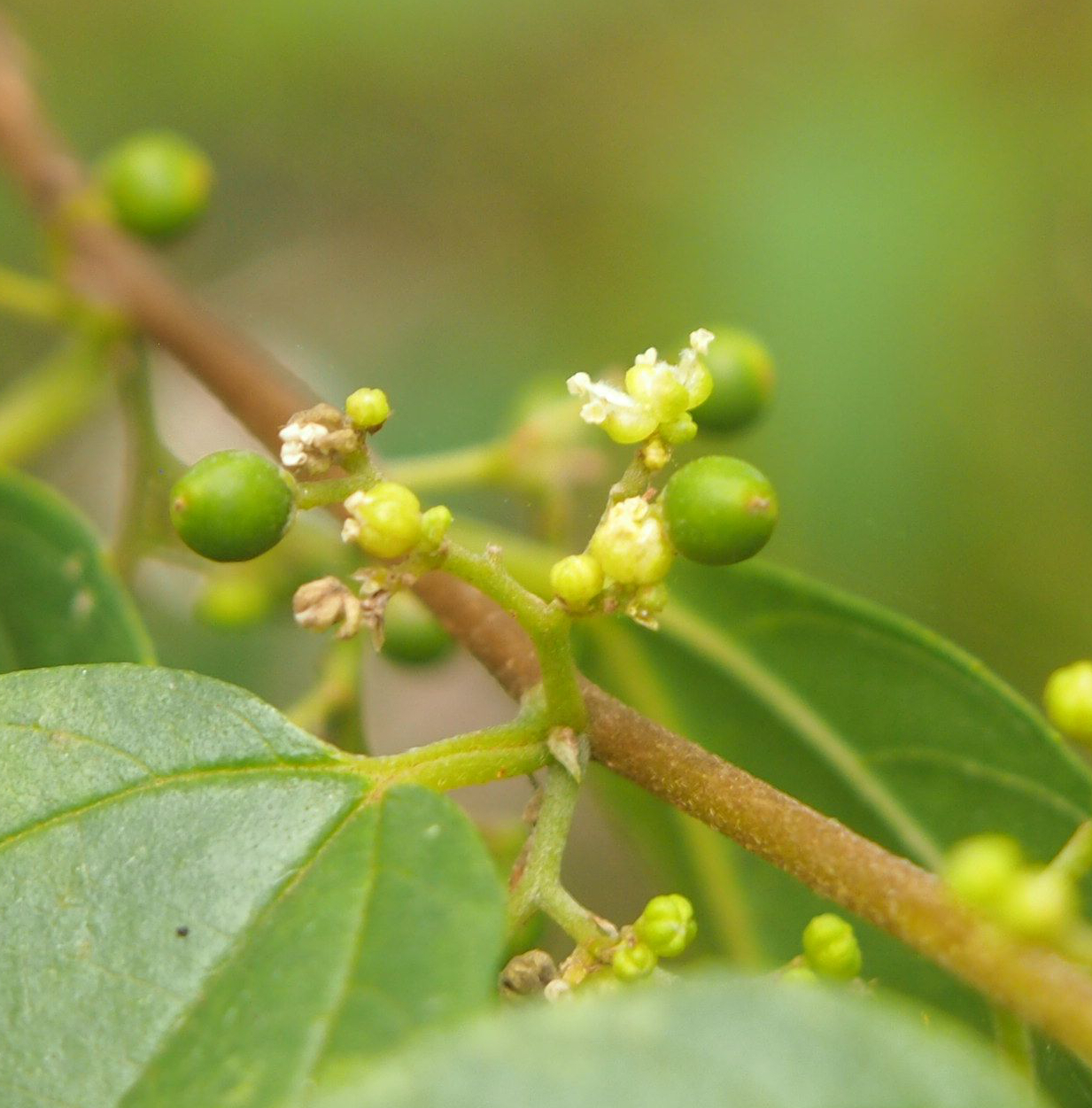
Trema tomentosum

Trema – rodzaj z rodziny konopiowatych (Cannabaceae). Obejmuje 20 gatunków. Zasięg rodzaju rozciąga się na wszystkie kontynenty w strefie międzyzwrotnikowej. Na kontynentach amerykańskich rośliny te spotykane są od Florydy i Meksyku na północy po północną Argentynę na południu; w Afryce obecne są na całym kontynencie (także na Madagaskarze), z wyjątkiem krajów basenu Morza Śródziemnego; w Azji rosną na Półwyspie Arabskim i w południowo-wschodniej części kontynentu – od Indii po Chiny, a poprzez Archipelag Malajski zasięg rodzaju sięga do Nowej Gwinei i północno-wschodniej Australii. Są to szybko rosnące, pionierskie rośliny drzewiaste (T. micranthum osiąga 13,5 m wysokości w ciągu dwóch lat) występujące w lukach lasów, często także na terenach przekształconych przez człowieka, na siedliskach synantropijnych.
Rośliny te są w różnorodny sposób użytkowane. T. orientale i T. micranthum ze względu na szybki wzrost sadzone są jako drzewo cieniodajne na plantacjach kawowców i herbaty. Na korzeniach tych roślin znajdują się brodawki z bakteriami wiążącymi azot, dzięki czemu podnoszą żyzność gleby. Drewno wykorzystywane jest jako opał i do produkcji węgla drzewnego. Liście T. orientale zasobne w taniny (8% suchej masy) wykorzystywane są do garbowania sieci rybackich. Z łyka T. micranthum wyrabiano specyficzne tkaniny już w czasach pre-kolumbijskich, współcześnie wykonywane są one głównie dla turystów. Z miękkiego drewna tego gatunku wytwarza się skrzynki i zapałki.
Rośliny zawierają alkaloidy i różne gatunki wykorzystywane są lokalnie w medycynie ludowej.

## Morfologia

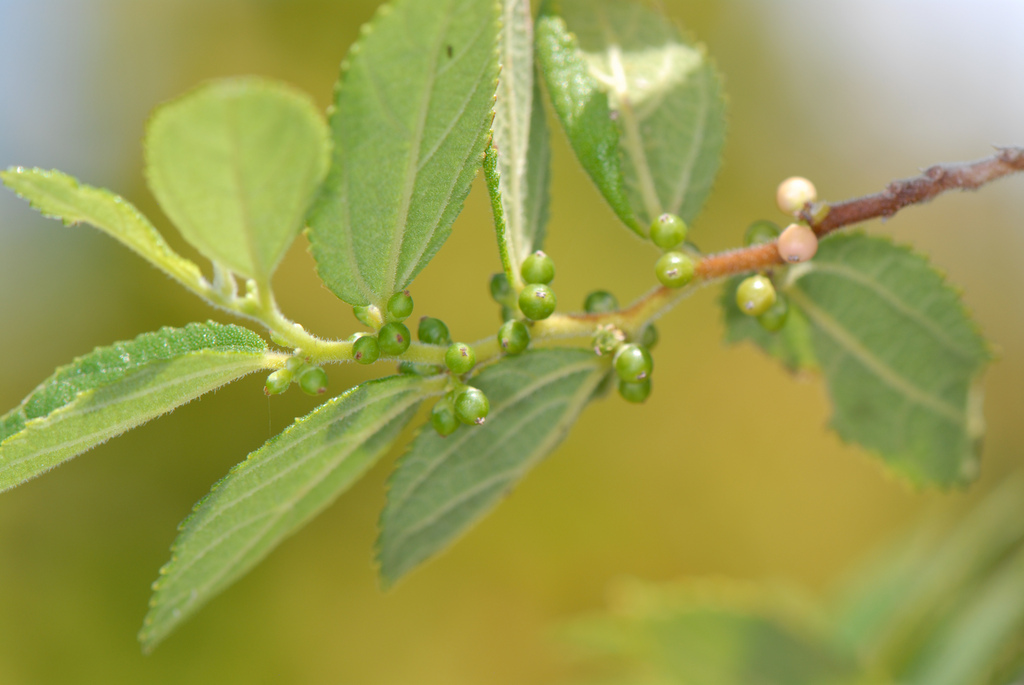
Trema lamarckianum

PokrójZimozielone drzewa i okazałe krzewy, osiągające do 15 m wysokości. Kształt korony zróżnicowany. Młode pędy grube, omszone, bez cierni. Na starszych pędach kora gładka lub płytko bruzdowana, ciemnobrązowa do szarobrązowej.
LiścieSkrętoległe, wyrastają w kilku rzędach. Wsparte są krótkotrwałymi, wolnymi przylistkami wyrastającymi parami u nasady ogonkowych liści. Blaszka jajowata do wąskolancetowatej, ząbkowana lub piłkowana na brzegu. Użyłkowanie z trzema, rzadziej pięcioma żyłkami głównymi wychodzącymi z nasady blaszki (tylko u T. levigatum z użyłkowaniem pierzastym).
KwiatyDrobne, krótkoszypułkowe, skupione po 12–20 w gęste lub luźne kwiatostany wierzchotkowe. Kwiaty zwykle są jednopłciowe i na jednej roślinie zwykle dominują albo kwiaty męskie, albo żeńskie. Kwiaty rozwijają się po rozwinięciu liści. Okwiat w kwiatach męskich, żeńskich i obupłciowych składa się zwykle z 5, rzadziej 4 listków. Pręciki (brak ich w kwiatach żeńskich) w tej samej liczbie co listki okwiatu. Zalążnia (w kwiatach męskich szczątkowa) kulista, omszona, z dwoma trwałymi i nagimi szyjkami słupka zakończonymi nierozgałęzionymi znamionami.
OwoceMałe pestkowce o długości od 1,5 do 5 mm, wzniesione, kulistawe lub elipsoidalne. Zwykle z trwałym okwiatem i słupkiem. Owocnia mięsista.

## Systematyka
W tradycyjnym, węższym ujęciu rodzaj Trema był parafiletyczny, ponieważ zagnieżdżony był w jego obrębie rodzaj Parasponia. Współcześnie rodzaj ten włączany jest do Trema. W obrębie rodziny Trema włączana jest do podrodziny Celtoideae, w obrębie której takson ten jest blisko spokrewniony z rodzajem wiązowiec Celtis.
Wykaz gatunków
- Trema andersonii (Planch.) Byng & Christenh.
- Trema angustifolium (Planch.) Blume
- Trema asperum (Brongn.) Blume
- Trema cannabinum Lour.
- Trema cubense Urb.
- Trema discolor (Brongn.) Blume
- Trema domingense Urb.
- Trema eurhynchum (Miq.) Byng & Christenh.
- Trema humbertii J.-F.Leroy
- Trema lamarckianum (Schult.) Blume
- Trema levigatum Hand.-Mazz.
- Trema melastomatifolium (J.J.Sm.) Byng & Christenh.
- Trema micranthum (L.) Blume
- Trema nitidum C.J.Chen
- Trema orientale (L.) Blume
- Trema parviflorum (Miq.) Byng & Christenh.
- Trema politoria (Planch.) Blume
- Trema simulans (Merr. & L.M.Perry) Byng & Christenh.
- Trema tomentosum (Roxb.) H.Hara
- Trema vieillardii (Planch.) Schltr.